# Kessel (Limburg)
Kessel is een stadje en voormalige gemeente in de Nederlands-Limburgse gemeente Peel en Maas. Het dorp telde 4.180 inwoners (1 januari 2023, bron: gemeente Peel en Maas), had een oppervlakte van 22,13 km² (waarvan 0,90 km² water), was de voormalige residentie van Graafschap Kessel en kreeg in 1312 stadsrechten. Kessel heeft sinds 2016 een partnerschap met de Duitse stad Grevenbroich; op 2 december 2017 werden in beide plaatsen informatieborden onthuld. Deze borden zijn geplaatst als teken van partnerschap tussen Peel en Maas en Grevenbroich.

## Ligging
Kessel is direct aan de Maas gelegen op een hoogte van ongeveer 20 meter. Nabijgelegen kernen zijn: Baarlo, Helden, Kessel-Eik, Reuver (veerpont) en Beesel (veerpont). Kessel grenst aan de Heldense Bossen, een uitgestrekt bosgebied met stuifduinen. Het dorp is het zuidelijke eindpunt van de Middenpeelweg.

## Geschiedenis

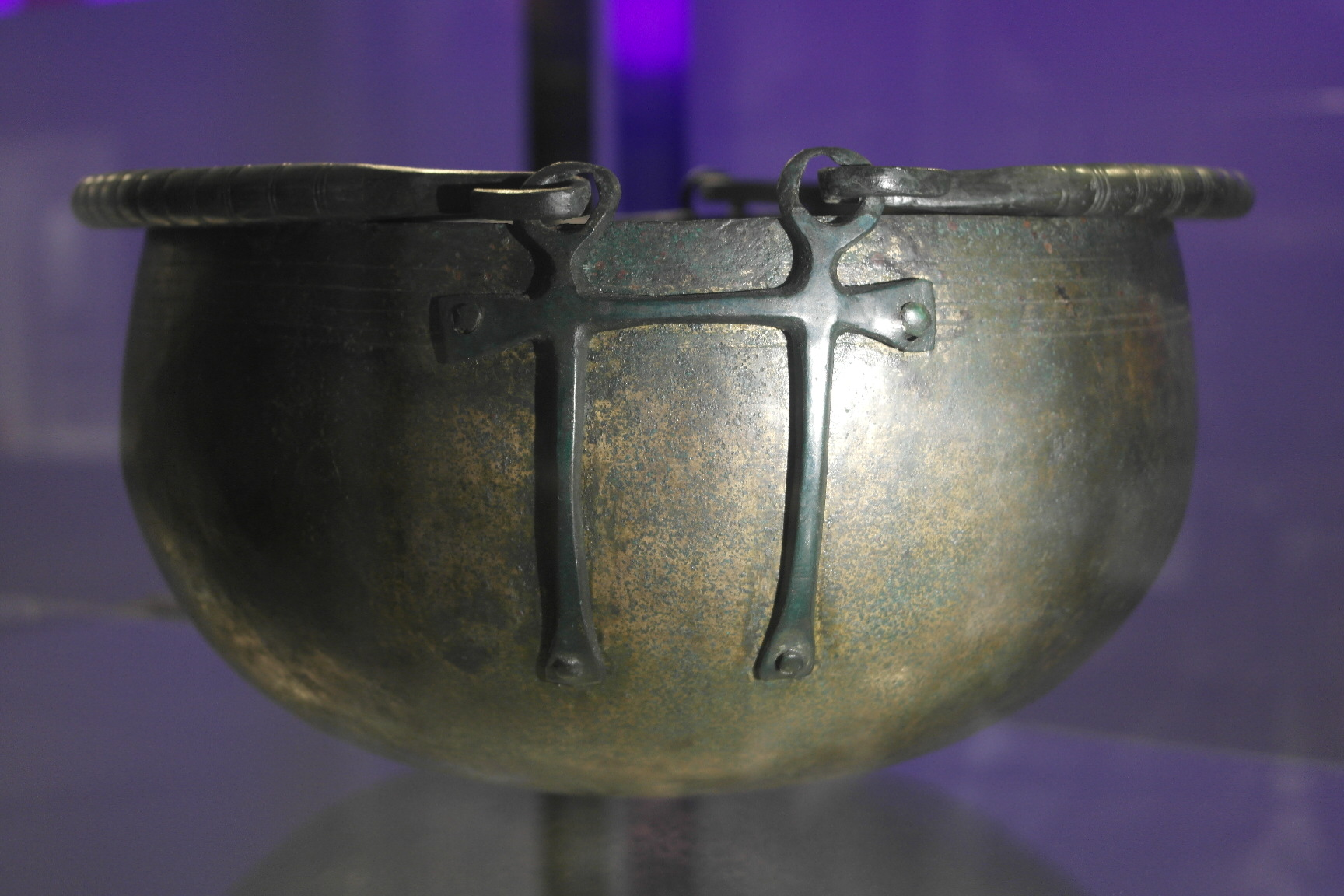
Zogenaamde Hallstatt-ketel, (Limburgs Museum, Venlo)

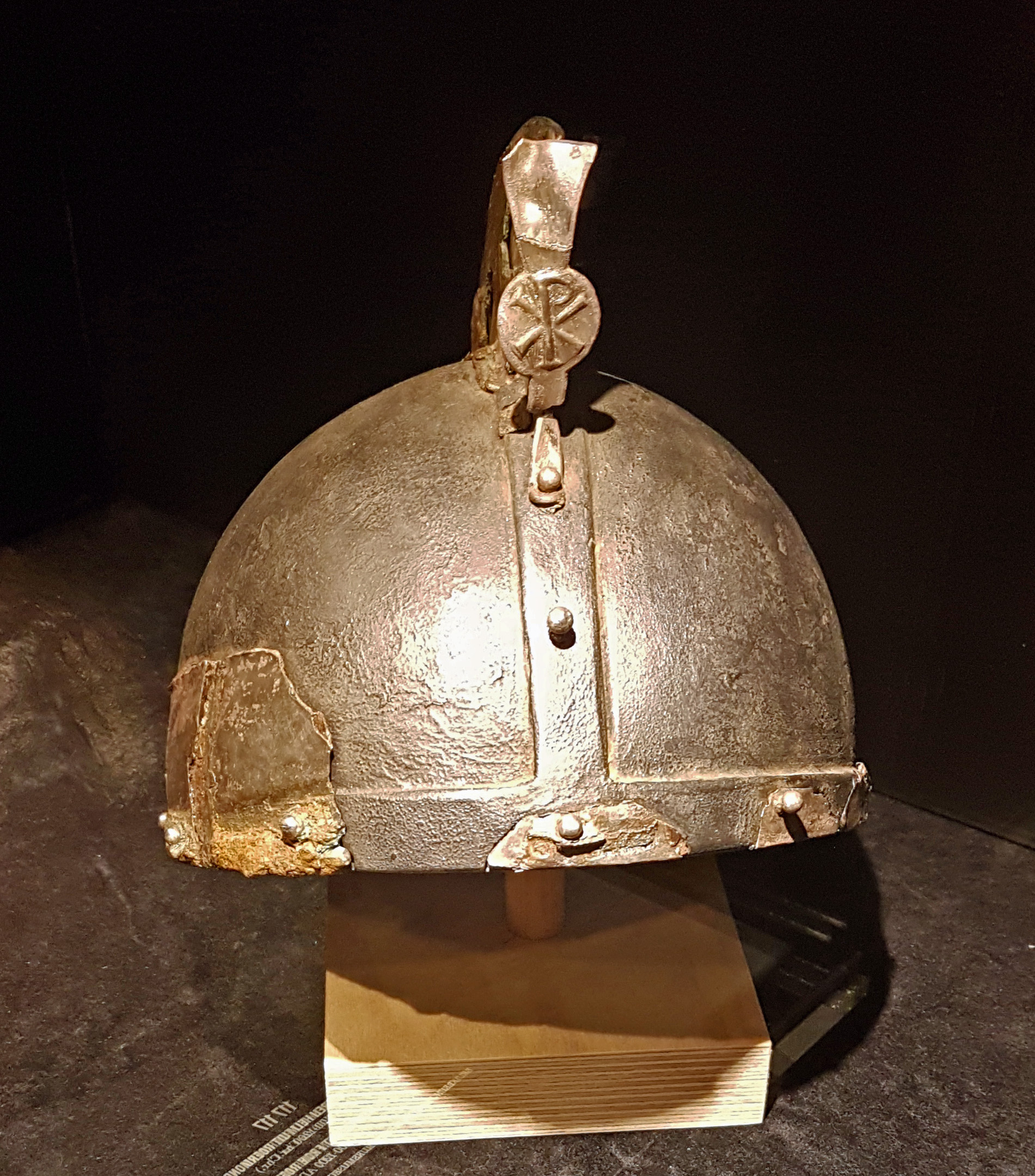
Laat-Romeinse helm (Centre Céramique, Maastricht)

### Romeinse tijd
Kessel is een oud Maasdorp dat al in de Romeinse tijd enige betekenis moet hebben gehad. In 1869 werd bij de afbraak van de middeleeuwse kerk een Romeinse driegodensteen ontdekt, gewijd aan Minerva, Hercules en Juno. De steen diende als sokkel voor een Jupiterzuil en geldt als een van de mooiste in Limburg. In Kessel-Eik zijn resten van een villa rustica opgegraven. Bekend is ook de in Kessel gevonden laat-Romeinse ijzeren helm met een Christusmonogram (Chi-Rhoteken), thans in het Centre Céramique in Maastricht. Van de stukgeslagen helm zijn slechts fragmenten aangetroffen, samen met een tiental gouden munten, waarvan de jongste uit 411 dateerde. Waarschijnlijk is de helm samen met de munten geofferd aan een godheid, een bijzondere combinatie van een heidense ritueel met een christelijk symbool. Van een grote koperen ketel, eveneens in Kessel gevonden en thans in het Limburgs Museum in Venlo, is niet bekend hoe oud deze is, mogelijk Romeins, mogelijk zelfs ouder.

### Middeleeuwen
Kessel wordt vermeld in het oudst bewaarde archiefstuk van Nederland: een akte gedateerd 7 oktober 950, waarin koning Otto I (de latere keizer Otto I de Grote) aan zijn leenman Ansfried het markt- en muntrecht van Cassalum (Kessel) schenkt.
Het middeleeuwse Kessel ontstond rond een wachttoren uit de 10e eeuw. De oudste geschriften over Kessel stammen mogelijk uit het eind van de elfde eeuw. De graven van Kessel, wonende in het vroegere kasteel Keverberg (sinds 1945 een ruïne en in 2015 gerestaureerd), zijn ook de stichters van de Duitse stad Grevenbroich bij Düsseldorf (omstreeks 1300).
Gedwongen door geldgebrek verkocht de laatste graaf van Kessel, Hendrik V, in 1279 Kessel (alles op de linkeroever van de Maas en het kasteel) aan Reinoud I, graaf van Gelder. Het kwam dus bij het Overkwartier van Gelder en werd daar het ambt Land van Kessel. In 1312 verkreeg Kessel marktrechten.

### Vanaf de 17e eeuw
Na 1648 behoorde het tot Spaans Opper-Gelre. Tijdens de Spaanse Successieoorlog werd het door Staatse troepen bezet, waarna het in 1713 werd overgedragen aan de Pruisische bondgenoot. Zo bleef het als deel van Pruisisch Opper-Gelre ongeveer een eeuw lang Duits (tot 1814).
Tijdens gevechten aan het einde van de Tweede Wereldoorlog werden kasteel, kerk (naar een ontwerp van P.J.H. Cuypers), de dorpskern (onderste en bovenste markt) en de molens zwaar beschadigd. Van het kasteel resteerde na de oorlog alleen nog de ringburcht. Kasteel de Keverberg is in 2015 herbouwd. De kerk werd na de oorlog met enkele wijzigingen herbouwd. Van de molens ging de molen aan de Molenstraat in vlammen op en werd niet meer herbouwd. De Sint Anthoniusmolen werd meteen na de oorlog hersteld. De wederopbouw van de rijks erkende historische dorpskern kwam in 1949 gereed.

### Voormalige gemeente
Kessel was een van de kleinste zelfstandige gemeenten van de provincie Limburg. De enige officiële kernen binnen de gemeente waren Kessel (rijks erkende historische kern) en het van oudsher bijbehorende Kessel-Eik. Ook de gehuchten Broek, Hout, Donk en Oyen behoorden tot de gemeente Kessel.
De laatste gemeenteraad bestond uit 11 zetels met drie partijen: Reëel Alternatief (5 zetels), CDA (4 zetels) en Kessels Perspectief (2 zetels). Op 1 januari 2010 is de gemeente opgeheven en opgegaan in Peel en Maas. De gemeente Peel en Maas heeft in 2016, met de Duitse stad Grevenbroich (ontstaan uit Kessel in het tijdperk Graafschap Kessel), nieuwe vriendschapsbanden bekrachtigd.

## Bezienswaardigheden
- Hagelkruis Kessel
- Kasteel Keverberg
- Onze-Lieve-Vrouw-Geboortekerk
- Sint-Anthoniusmolen
- Kasteel van Oijen, ook wel genoemd Huis Oijen, uit de 12de eeuw was vroeger omgracht. Het huidige kasteel stamt uit begin 1600. De eigenaar van Kasteel Oijen had zitting in de Staten van het Overkwartier, een deel van het hertogdom Gelre.
- Mariakapel, historische kapel aan de oprijlaan naar Huis Oijen.
- Kasteel Villa Oeverberg, ook wel genoemd Huize Oeverberg, is een kasteelachtig herenhuis, gebouwd 1870-1872 door baron mr. F.H.K.E. van Keverberg van Kessel.
- Kasteel De Putting is een voormalig kasteel in Kessel-Hout uit de late middeleeuwen. De fundamenten zijn teruggevonden en gedeeltelijk nog intact aanwezig. De Putting, omgeven door een gracht met ophaalbrug werd in 1849 afgebroken omdat de toenmalige eigenaresse Helena Gertruidis barones van Erp-van Voorst tot Voorst er geen pachter meer voor kon vinden. Ze liet een nieuwe boerderij met dezelfde naam bouwen, de huidige boerderij De Putting, waarvoor materiaal en een hardstenen wapensteen van het afgebroken kasteel zijn gebruikt. De eigenaar van kasteel De Putting had zitting in de Staten van het Overkwartier, een deel van het hertogdom Gelre.
- Gravenhof. Deze hoeve is in 1803 gebouwd op de fundering van een eerder Gravenhof. De boerenhoeve was tot aan het einde van de 19e eeuw met de burcht van Kessel verbonden. De graven van Kessel verbleven hier.
- Veers 11 is een gepleisterd patriciërshuis met verdieping en afgewolfd mansardedak gelegen in de buurtschap Veers. Het is een rijksmonument.
- De Molenkapel is een kapel uit 1918. De molen brandde in 1944 af.
- De Oude Kapel in Kessel-Eik is de ruïne van een Onze-Lieve-Vrouwekapel. Het is na kasteel de Keverberg het oudste stenen gebouw in Kessel. De onderbouw, gemaakt van maaskeien, dateert mogelijk uit de vijftiende eeuw. Het gebouw is al voor de Tweede Wereldoorlog op de lijst van rijksmonumenten gezet vanwege historische en bouwtechnische aspecten.
- De nieuwe Onze-Lieve-Vrouwekapel in Kessel-Eik dateert uit 1892 en werd gerestaureerd in 1977, ze bevat een kopie van het 16e-eeuws Mariabeeld uit de Oude Kapel.
- De Onze-Lieve-Vrouw-Onbevlekt-Ontvangenkerk is een uit baksteen opgetrokken kruiskerk aan de in Kessel-Eik.
- De Ave Maria kapel is een uit baksteen opgetrokken Mariakapel in Kessel-Oijen.
- Mariakapel, een kapel in buurtschap Hout
- Straterhof in Kessel-Eik is een pand dat volgens de jaarankers in 1660 werd gebouwd.
- Wegkruis (rijksmonumentenlijst). Locatie: Provincialeweg Kessel, bij het kruispunt met de weg naar Helden.
- Boerenhoeve de Lanterd, Lanterdweg, Kessel. Ongeveer 3000 jaar voor Christus vestigde zich hier een groep mensen en stichtten een boerennederzetting. Vele euwen later, rond 1370 werd hier geheel op Gelders grondgebied, door graaf Willem IV van Horn, de landweer (Lanterd) aangelegd.
- Romeinse villa (een villa rustica), resten van een Romeinse villa, Maasstraat Kessel-Eik.

## Natuur en landschap
Een voormalige oude Maasbedding vormt nu de Tasbeek, die ten noorden van Kessel in de Maas uitmondt. Ten noordwesten van Kessel ligt een reeks, deels beboste, rivierduinen.

## Openbaar vervoer
Kessel en Kessel-Eik hebben een busverbinding met Venlo en Roermond, gereden door Arriva.
Over de Maas vaart tussen Kessel en Beesel/Reuver een veerpont.

## Geboren
- Jean Clercx (1830-1894), jurist, journalist en politicus (o.a. Tweede Kamerlid en burgemeester en wethouder van buurgemeente Maasbree)
- Willem Adriaan II van Horne (1633-1694), meester-generaal der artillerie
- Hendrik V van Kessel (Kessel 1185 - 1285), graaf die in Kessel resideerde.
- Johan Belgicus van Horne (ca. 1606), graaf van Horne en baron van Kessel en Batenburg
- Wim Rijvers (1927-2010), beeldhouwer
- Roland van Kessel, (Kessel, 2 april 1970) is een Nederlandse politicus en bestuurder.
- Sanne Samina Hanssen, (Kessel-Eik, 2 augustus 1988) is een Nederlandse actrice en zangeres.